# Cephalaeschna acutifrons
Cephalaeschna acutifrons là một loài chuồn chuồn ngô thuộc họ Aeshnidae. Nó là loài đặc hữu của Ấn Độ.